# Josef Režný
Josef Režný (2. února 1924 Strakonice – 10. prosince 2012 Strakonice) byl český dudák a folklorista, etnograf, etnomuzikolog, sběratel lidových písní a zakladatel mezinárodního dudáckého festivalu.

## Život
Od dětství měl vztah k lidové hudbě. Hrál na housle, violu, kontrabas. V době studií na strakonickém gymnáziu se uplatnil ve studentském orchestru jako basista. Koncem roku 1942 začal hrát na basu ve Strakonické dudácké kapele.
Měl několik povolání – byl učitelem, úředníkem, ale i dělníkem v České zbrojovce (ČZ) ve Strakonicích. Dlouhou dobu byl ředitelem Městského muzea ve Volyni.
Měl řadu zálib. Po druhé světové válce se také stal sbormistrem strakonického mužského pěveckého spolku Palla ČZ. Jeho zájem o lidovou hudbu a národopis však převládl. Roku 1949 založil Národopisný soubor, který se věnoval i lidovým tancům. Soubor změnil v roce 1950 název na Prácheňský soubor lidových písní a tanců, který nese dodnes, a on se stal jeho vedoucím.
Byl především odborníkem v oboru lidových hudebních nástrojů se zaměřením na dudy. Dlouhodobě se věnoval výzkumu a dokumentaci dud a dudácké muziky u nás i v Evropě. Na dudy naučil hrát mnoho zájemců z Čech i zahraničí. V letech 1955–1961 spoluzakládal a organizoval Jihočeské slavnosti písní a tanců ve Strakonicích a později Mezinárodní dudácký festival (MDF). V posledních letech byl čestným předsedou programové rady MDF.
Z oblasti národopisu je významná i jeho sběratelská činnost na Prácheňsku – hlavně v okolí měst Strakonice a Volyně. Nasbíral více než 1000 zápisů lidových písní, 76 různých tanců. Pořídil nahrávky, notové přepisy dudácké hry. Zapisoval také nářečí, přísloví, zvyky apod.

## Sochařský portrét Josefa Režného
V parčíku za strakonickým hradem byl Josefu Režnému 21. srpna 2014 odhalen sochařský portrét v mírně nadživotní velikosti, jehož autorem je pražský sochař Zdeněk Josef Preclík. Ve stejný den zde byla k památce pana Režného vysazena lípa. Slavnostní akce se konala v roce 90. výročí narození strakonického dudáka a v den zahájení XXI. ročníku mezinárodního dudáckého festivalu. V červnu následujícího roku byla k sochařskému portrétu osazena pamětní deska s textem ve třech jazykových mutacích, představující pana Režného.

## Dílo o lidové hudbě (zejména dudácké) a národopisu
- Lidové hudební nástroje v Čechách (1975)
- Dudy a dudáci (1978)
- Lidoví zpěváci na Prácheňsku (1979)
- Škola hry na české dudy (1981)
- Konopická (1987)
- Naše prameny (1988)
- České dudy: výroba, zdobení, ladění (1991), s Pavlem Čípem, Břetislavem Vaškem, Vítězslavem Režným a Pravoslavem Dordou
- Dudelsack: Bau, Verzierung, Stimmung (Zubří, 1991), s Pavlem Čípem
- Po stopách dudáků na Chebsku (1992)
- Dudelsack: Bau, Verzierung, Stimmung (Frenštát pod R.: Blok, 1992), s Pavlem Čípem
- Der sorbische Dudelsack (1993)
- Jan Matásek – strakonický dudák: ze života a repertoáru známého českého dudáka (1903–1983) (1999)
- Partitury dudácké muziky Prácheňského souboru 1949–1999 (1999)
- Almanach Prácheňského souboru (1965, 1974, 1979, 1984, 1999)
- Mezinárodní dudácké festivaly (2002)
- Po stopách dudáků na Prácheňsku (2004)
- Písně a řeči vážné – nevážné – darebné (kapitoly ze života lidu prácheňského) (2008)
- 5000 let s dudami (2004; 2., upravené vyd. 2012)

Je autorem kapitoly v monografii:
- Dudácké tradice: Podobnost a vzájemnost. In: KOMLOSY, Andrea. Kultury na hranici. Wien: Promedia, 1995. s. 201–205. ISBN 3-900478-95-3.

## Publikační činnost časopisecká
Publikoval v periodách Národopisné aktuality, Český lid aj.
- REŽNÝ, Josef. Středoevropská dudácká zóna. Český lid. 1992, roč. 79, č. 1, s. 37–46. ISSN 0009-0794. Dostupné také z: https://kramerius.lib.cas.cz/uuid/uuid:d67cff93-4611-11e1-1586-001143e3f55c
- REŽNÝ, Josef a CHLUM, Jiří. Strakonické jam session. S '92. 1992, roč. 3, č. 40, s. 16–17 a 29. ISSN 1213-6565.
- REŽNÝ, Josef a DORŮŽKA, Petr. Režného dudácké kousky. Lidové noviny. 1993, roč. 6, č 180, s. 12. ISSN 0862-5921.
- REŽNÝ, Josef a DORŮŽKA, Petr. Nebe & dudy. Reflex. 1995, roč. 6, č. 44, s. 46–47. ISSN 0862-6634.
- REŽNÝ, Josef. Vnuci už většinou nezpívají: dnešní svět je plný vnitřní hluchoty. Veřejná správa. 2000, roč. 11, č. 50, s. 24–25. ISSN 1213-6581.
- REŽNÝ, Josef. Víra v osvícené duše. Veřejná správa. 2004, roč. 15, č. 40, s. 28–29. ISSN 1213-6581.
- REŽNÝ, Josef. Režný: Dnešní hudba mladým nic nedává: nejznámější tuzemský dudák vypráví o strakonickém festivalu, který založil, i o svých hudebních začátcích. Mladá fronta Dnes. Jihočeské vydání. 2005, roč. 16, č. 101. Jižní Čechy Dnes [příloha], s. C/4.
- REŽNÝ, Josef a GÁLIS, Radek. Josef Režný: Dudácký soubor byl celý můj život: s legendárním strakonickým dudákem (nar. 1924) o jeho putování za písničkami, Prácheňáku i o Mezinárodním dudáckém festivalu. Českobudějovický deník. 2012, 193, s. 6. ISSN 1802-0798.